# ABC-1
АВС-1 (англ. American, British and Canadian (ABC) — таємні переговори між військовим керівництвом США, Великої Британії та Канади часів Другої світової війни, що були проведені у Вашингтоні з 29 січня по 27 березня 1941 року. Основним питанням обговорення було визначення позиції Сполучених Штатів у випадку вступу у світову війну.
Підсумком роботи цієї конференції стало затвердження офіційного заключного рапорту, відповідно до якого встановлювалися загальні принципи військової стратегії та військового управління майбутніх союзників у війні, а також система управління військовими ресурсами.
Заключним висновком переговорів також стало припущення, що у випадку вступу США у війну з нацистською Німеччиною, вони ймовірно також вступлять у стан війни з Італією та Японією. Загальними принципами визначалися:
- територіальні інтереси США в західній півкулі;
- безпека Британської Співдружності повинна утримуватися за будь-яких умов, у тому числі її позиції на Далекому Сході;
- забезпечення безпеки морських комунікацій між країнами-союзниками потребує надзвичайної уваги.

Наступальні плани передбачали:
- щонайскоріше виключення Італії зі складу країн Осі;
- всіляка підтримка руху Опору країнам Осі;
- потужний авіаційний наступ з метою знищення військово-промислового комплексу противника;
- зосередження сил та засобів задля поступового стратегічного наступу проти Німеччини;
- атлантичний та західноєвропейський театри воєнних дій є пріоритетними напрямками дій американських збройних сил, становище сил на Близькому Сході та в Африці також грають значну важливість для військової стратегії.